# 33054 Eduardorossi
33054 Eduardorossi è un asteroide della fascia principale. Scoperto nel 1997, presenta un'orbita caratterizzata da un semiasse maggiore pari a 2,1725321 au e da un'eccentricità di 0,2100057, inclinata di 2,78077° rispetto all'eclittica.